# HMS Perseus (R51)
HMS Perseus (R51) là một tàu sân bay thuộc lớp Colossus của Hải quân Hoàng gia Anh. Được hoàn thành và đưa ra hoạt động khi Chiến tranh Thế giới thứ hai đã kết thúc, HMS Perseus được cải biến thành một tàu bảo trì máy bay, tham gia thử nghiệm máy phóng và phục vụ vận chuyển. Nó được cho ngừng hoạt động vào năm 1957 và bị tháo dỡ vào năm 1958.

## Thiết kế và chế tạo
Perseus được đặt lườn vào ngày 1 tháng 1 năm 1943 bởi hãng đóng tàu Vickers Armstrong trên sông Tyne. Giống như trường hợp của chiếc HMS Pioneer, thiết kế của Perseus được thay đổi trong quá trình chế tạo để trở thành một tàu bảo trì máy bay. Nó được hạ thủy vào ngày 26 tháng 3 năm 1944, và đưa ra hoạt động vào ngày 19 tháng 10 1945, và do đó đã lỡ mất cơ hội phục vụ trong Chiến tranh Thế giới thứ hai.

## Lịch sử hoạt động
Năm 1949, Perseus phục vụ như một tàu thử nghiệm cho một trong những phát minh quan trọng nhất được áp dụng trên mọi tàu sân bay thông thường hiện đại: máy phóng thủy lực. Một lần nữa cùng với Pioneer, Perseus trở thành một tàu sân bay vận chuyển máy bay vào năm 1953, chuyên chở chúng đến Anh Quốc và Viễn Đông. Tuy nhiên so với chiếc tàu chị em, Perseus tồn tại một vài năm lâu hơn trong phục vụ, được tái trang bị vào năm 1955 trước khi được đưa về lực lượng dự bị vào năm 1957 và được bán để tháo dỡ vào năm 1958.